# Louis-Charles Malassez

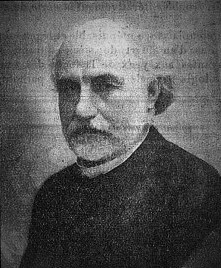
Louis-Charles Malassez. Fotografie erschienen in der Presse Medicale vom 29. Dezember 1909

Louis-Charles Malassez (* 21. September 1842 in Nevers, Département Nièvre; † 22. Dezember 1909 in Paris) war ein französischer Anatom, Histologe und Mikrobiologe.

## Leben und Wirken
Louis-Charles Malassez studierte in Paris Medizin und wurde 1873 promoviert. 1875 wurde er „Directeur adjoint“ am Histologischen Laboratorium des Collège de France. Er forschte auf zahlreichen Gebieten, besonders der Hämatologie (Blut, Entwicklung der Blutkörperchen, Hämoglobingehalt) und Tumore.
Malassez war 1878 Vizepräsident der Societé Anatomique de Paris und von 1879 bis 1891 der Societé de Biologie. 1894 wurde er in die Académie nationale de Médecine aufgenommen.

## Ehrungen
Das Malassez-Hämatometer trägt seinen Namen. Henri Ernest Baillon benannte 1889 ihm zu Ehren die zu den Hefepilzen gehörende Gattung Malassezia. Ebenso sind die Malassezschen Epithelreste nach ihm benannt.

## Schriften (Auswahl)
- De la numération des globules rouges du sang. I. Des méthodes de numération. II. De la richesse du sang en globules rouges dans les différentes parties de l'arbre circulatoire. Paris 1873.
- Sur les lésions histologiques de la syphilis testiculaire. Paris 1881 – mit Jean Jacques Paul Reclus.
- Sur l’existence d’amas épithéliaux autour de la racine des dents chez l’homme adulte et a l’état normal (débris épithéliaux paradentaires). Paris 1885.
- Sur les role des débris épithéliaux paradentaires. In: Archives de physiologie normale et pathologique. Paris 1885, S. 309–340.

## Nachweise
- Malassez, Louis Charles. In: Julius Pagel: Biographisches Lexikon hervorragender Ärzte des neunzehnten Jahrhunderts. Urban & Schwarzenberg, Berlin 1901, S. 1080–1081.
- Werner Linß, Werner Linb, Jochen Fanghanel (Hrsg.): Histologie: Zytologie, allgemeine Histologie, mikroskopische Anatomie. Walter de Gruyter, 1999, ISBN 978-3-11-014032-3, S. 330.
- Heinz-Peter Schmiedebach: Malassez, Louis Charles. In: Werner E. Gerabek u. a. (Hrsg.): Enzyklopädie Medizingeschichte. De Gruyter, Berlin / New York 2005, ISBN 3-11-015714-4, S. 887.